# Сан-Агустін (Теруель)
Сан-Агустін (ісп. San Agustín) — муніципалітет в Іспанії, у складі автономної спільноти Арагон, у провінції Теруель. Населення — 150 осіб (2010).
Муніципалітет розташований на відстані близько 260 км на схід від Мадрида, 47 км на південний схід від міста Теруель.
На території муніципалітету розташовані такі населені пункти: (дані про населення за 2010 рік)
- Лос-Бальтасарес: 2 особи
- Кабальєро: 2 особи
- Повілес: 0 осіб
- Ла-Фуенсека: 1 особа
- Ла-Ос: 1 особа
- Хуан-Дін: 0 осіб
- Мас-Бланко: 7 осіб
- Масес-і-Тамборіль: 8 осіб
- Лос-Пасторес: 8 осіб
- Лос-Пейрос: 5 осіб
- Посо-ла-Муела: 1 особа
- Сан-Агустін: 115 осіб
- Ла-Солана: 0 осіб
- Тарін-Нуево-і-В'єхо: 0 осіб

## Демографія
Динаміка населення (INE ):